# Bolivia I
Inicialmente llamado AB-32 Sirionó I o Bolivia I es un helicóptero ligero mono motor diseñado y fabricado por el ingeniero Fernando Montes de Oca en 1994, en la ciudad de Santa Cruz de la Sierra, Bolivia.

## Historia
En 1981, inició el diseño y posterior construcción del primer helicóptero boliviano. Esta primera aeronave netamente nacional, es el helicóptero AB-32 (aeronave boliviana de 3 motores y 2 plazas) llamado también Sirionó.
Después de un largo período  y con aproximadamente 20,000 horas de trabajo dedicadas a este proyecto, en diciembre de 1990, el prototipo comenzó sus pruebas de rotación estáticas.
Los resultados obtenidos en esta tarea innovadora, fueron desde un comienzo muy alentadores. Aunque como era de esperar, al helicóptero Sirionó se le tuvo que hacer algunos ajustes en el diseño, antes de ponerlo a volar.
EL helicóptero AB-32 Sirionó, no es un kit de armar traído del exterior sino, un genuino helicóptero boliviano, en su diseño y en su construcción, que sobrepasa las recomendaciones de la F.A.A. Part. 27 para el diseño y construcción de aeronaves de alas giratorias.
En 1992, con el modelo mejorado, se lograron completar 105 horas. Posteriormente, desde el año 1994 al año 2000, en el aeropuerto "El Trompillo", el helicóptero “Sirionó” logró completar 200 horas experimentales, de las cuales aproximadamente la mitad, fueron en vuelo bajo. Alcanzando en estas pruebas, los prudenciales 20 metros de altura y una velocidad máxima de 75 millas/h.

## Especificaciones  ( AB-32 Sirionó I )
| Peso vacío sin ningún equipo                                 | 615 kg     |
| Peso normal en crucero                                       | 850 kg     |
| Velocidad de crucero                                         | 150 km/h   |
| Alcance con su tanque de 80 litros y en V de crucero         | 300 km     |
| Utilizando un tanque auxiliar de 100 litros                  | 700 km     |
| Techo de vuelo aproximado IGE en 820Kg (con efecto de suelo) | 4,000 m    |
| Techo aproximado OGE en 820Kg (sin efecto de suelo)          | 3,000 m    |
| Techo máximo de vuelo a velocidad de crucero 160 km/h        | 5,500 m    |
| Velocidad descendiendo en autorrotación                      | 600 m/min. |
| Velocidad de ascenso normal a 85 km/h                        | 300 m/min. |